# Orbea albocastanea
Orbea albocastanea är en oleanderväxtart som först beskrevs av Hermann Wilhelm Rudolf Marloth, och fick sitt nu gällande namn av P.V. Bruyns. Orbea albocastanea ingår i släktet Orbea och familjen oleanderväxter. Inga underarter finns listade i Catalogue of Life.